# Pykestone Hill
Pykestone Hill är ett berg i Storbritannien.   Det ligger i kommunen Scottish Borders och riksdelen Skottland, i den centrala delen av landet, 500 km norr om huvudstaden London. Toppen på Pykestone Hill är 735 meter över havet, eller 129 meter över den omgivande terrängen. Bredden vid basen är 4,3 km.
Terrängen runt Pykestone Hill är huvudsakligen kuperad. Runt Pykestone Hill är det mycket glesbefolkat, med 7 invånare per kvadratkilometer. Närmaste större samhälle är Peebles, 12,1 km nordost om Pykestone Hill. I omgivningarna runt Pykestone Hill växer i huvudsak blandskog.